# Entorno de preinstalación de Windows
Entorno de Preinstalación de Windows, (antesː Entorno de pre-instalación de Windows) abreviado, Windows PE, es una versión ligera de Windows que se utiliza para desplegar PCs, estaciones de trabajo y servidores o para solucionar problemas de un sistema operativo sin conexión. 
Está pensado para sustituir a los discos de arranque de MS-DOS y arrancar mediante una unidad flash USB, PXE, iPXE, CD-ROM o disco duro. Tradicionalmente utilizado por las grandes empresas y los fabricantes de equipos originales (para preinstalar los sistemas operativos cliente de Windows en los PC durante la fabricación), ahora está ampliamente disponible de forma gratuita a través del Kit de evaluación e implantación de Windows (WADK) (antes Kit de instalación automatizada de Windows (WAIK)).

## Resumen
Inicialmente, Entorno de Preinstalación de Windows estaba destinado a ser utilizado únicamente como plataforma de preinstalación para desplegar sistemas operativos de Microsoft Windows, concretamente para sustituir a MS-DOS en este sentido. El Entorno de Preinstalación de Windows tiene los siguientes usos:
- Despliegue de estaciones de trabajo y servidores en grandes empresas y preinstalación por parte de los constructores de sistemas de estaciones de trabajo y servidores que se venderán a los usuarios finales.
- La plataforma de recuperación ejecuta herramientas de recuperación de 32 o 64 bits, como Winternals ERD Commander o Entorno de recuperación de Windows (Windows RE).
- La plataforma para ejecutar utilidades de clonación de discos de 32 o 64 bits de terceros.

- Windows To Go